# Averroes Bucaram
Averroes Bucaram Záccida (Guayaquil, 14 de octubre de 1954-Miami, 1 de diciembre de 2018) fue un político ecuatoriano que ocupó la presidencia del Congreso Nacional en dos ocasiones.

## Biografía

### Vida política
Ocupó el cargo de diputado alterno de 1979 a 1983, fecha en que renunció al puesto para postularse como diputado.
Luego de la muerte en 1981 de su padre, Assad Bucaram, tuvo conflictos internos con su hermano Avicenas por el control del partido Concentración de Fuerzas Populares (CFP), los mismos que desembocaron en la expulsión de su hermano del partido en 1988, luego de que intentara encabezar la lista de diputados nacionales para las elecciones de ese año.
En las elecciones legislativas de 1984  fue elegido diputado por el CFP en representación de la provincia de Guayas. Un año después fue elegido presidente del Congreso Nacional con 37 votos a favor (de 72) para el periodo entre 1985 y 1986.
Entre 1986 y 1988 fue consejero provincial de Guayas.
En las elecciones legislativas de 1988 fue elegido diputado nacional por el CFP. En 1990 volvió a ocupar la presidencia del Congreso gracias a la alianza entre el Partido Roldosista Ecuatoriano, el Partido Social Cristiano y Concentración de Fuerzas Populares, que se unieron para hacer oposición al gobierno socialdemócrata del presidente Rodrigo Borja Cevallos con la condición de que se otorgara amnistía a Abdalá Bucaram, primo de Averroes.
Sin embargo, en los meses posteriores ocurrieron conflictos entre los diputados que llevaron a la conformación de una nueva mayoría legislativa, liderada por la Izquierda Democrática. Averroes fue destituido de su cargo en octubre del mismo año, luego de ser acusado de violar la Constitución, atropellar normas parlamentarias, descuidar sus obligaciones, coartar la libertad de expresión y permitir agresiones criminales a diputados. Su reemplazo en la presidencia del Congreso fue el socialista Edelberto Bonilla.
Fue candidato a la presidencia de Ecuador en las elecciones de 1992 por el CFP, pero quedó en noveno lugar con el 1.37% de los votos.
Durante la corta presidencia de Abdalá Bucaram ocupó el cargo de subsecretario de gobierno.
Para las elecciones legislativas de 2002 intentó infructuosamente ser elegido diputado en representación de la provincia de Guayas por el CFP. En las elecciones presidenciales del mismo año apoyó la candidatura presidencial de León Roldós. En años posteriores apoyó la candidatura presidencial del empresario Álvaro Noboa.